# 오상택
오상택(프로게이머)(1981년 4월 14일 ~ )은 대한민국의 전직 스타크래프트 프로게이머, 프로게임단 코치이다. Xian라는 아이디를 사용하며, 종족은 저그이다.

## 개요
2001년 4월부터 본격적으로 프로게이머 활동을 했다. 큰 대회는 아니어도 자잘한 대회에서 입상을 하는 등 여러 가지 활동을 하였다.
2003년 상반기 군입대로 프로게이머를 그만두었으며, 2006년 온게임넷 스파키즈(현 하이트 스파키즈)의 코치로 임명되었다.
2007년 온게임넷 스파키즈의 코치를 그만두고 1년이 지난 2008년 이스트로의 코치로 임명되었다.
2009년 11월 개인사정으로 이스트로의 코치직을 사임하였다.
2010년에는 스타크래프트2의 게이머로 활동하기도 하였다.
2010년 9월 화승 OZ의 코치로 임명되었고 2011년 10월 팀이 해체되기 전까지 코치로 활동하였다.
2011년 11월 삼성전자 칸의 코치로 영입되었다.
SK텔레콤 스타크래프트 II 프로리그 2014 시즌이 종료된 후 개인 사정으로 코치직을 사임했다.

## 수상 경력

### 선수 경력

#### 스타크래프트
- 2003년 벼룩시장파인드올배 챌린저 오픈 스타리그 16강

#### 스타크래프트 II
- 2010년 TG-Intel 스타크래프트 II OPEN Season 1 64강 (기권)

### 코치 경력
- 2012년 3월 SK플래닛 스타크래프트 프로리그 시즌1 3위
- 2012년 9월 SK플래닛 스타크래프트Ⅱ 프로리그 시즌2 정규시즌 우승
- 2012년 9월 SK플래닛 스타크래프트Ⅱ 프로리그 시즌2 준우승
- 2014년 2월 SK텔레콤 스타크래프트 II 프로리그 2014 1라운드 3위
- 2014년 7월 SK텔레콤 스타크래프트 II 프로리그 2014 4라운드 4위